# Iglesia de los Santos Apóstoles (Manhattan)
La Iglesia de los Santos Apóstoles (en inglés: Church of the Holy Apostles) es una iglesia histórica ubicada en Nueva York, Nueva York. La Iglesia de los Santos Apóstoles se encuentra inscrita como un Hito Histórico Neoyorquino en la Comisión para la Preservación de Monumentos Históricos de Nueva York al igual que en el Registro Nacional de Lugares Históricos desde el 26 de abril de 1972. Minard Lafever y Charles Babcock fueron los arquitectos de la Iglesia de los Santos Apóstoles.

## Ubicación
La Iglesia de los Santos Apóstoles se encuentra dentro del condado de Nueva York en las coordenadas 40°44′57″N 73°59′57″O / 40.749167, -73.999167.